# Eratoneura phellos
Eratoneura phellos är en insektsart som först beskrevs av Ross och Delong 1953.  Eratoneura phellos ingår i släktet Eratoneura och familjen dvärgstritar. Inga underarter finns listade i Catalogue of Life.